# ドリームアイランド香西
ドリームアイランド香西（ドリームアイランドこうざい）は、香川県高松市香西北町にある人工島。芝山海岸沖の瀬戸内海（高松港香西地区）に位置し、本土とは芝山大橋（臨港道路香西西地区1号線）のみで接続されている。四方を海面に囲まれた埋立地としては高松市で唯一の人工島である。

## 概要
- 埋立面積：35.6ha[1]
- 埋立工事着手：1995年（平成7年）1月4日
- 土地利用：ふ頭用地2.9ha、道路用地0.8ha、工業用地19.8ha、緑地12.1ha（緑地1 10.3ha、緑地2 1.8ha）
- 地域地区：用途地域 - 工業専用地域、臨港地区 - 工業港区
- 瀬戸内海国立公園普通地域

## 土地利用
南部は緑地帯（芝山マリンランド）、北部はタダノ香西工場として利用されている。
港湾機能としては東岸に−5.5m岸壁（L＝200m）、−4.5m岸壁（L＝280m）、野積場（7箇所）を備えている。

## 歴史
造成時の名称は高松港 香西（西）地区公有水面埋立地で、高松港香西地区廃棄物海面処分場として香川県内で発生した浚渫土砂や建設残土等によって埋め立てられた土地である。高松市への編入は2000年（平成12年）4月1日。
1995年（平成7年）1月4日に埋め立て工事が着工し、2005年（平成17年）7月15日にふ頭用地と道路用地が竣工、2007年（平成19年）1月26日に緑地2、2016年（平成28年）3月24日に工業用地が竣工した。
北部の工場用地は、2016年（平成28年）11月にタダノが香川県より取得し、2017年（平成29年）11月に同社香西工場が着工、2019年4月に竣工した。